# 杉浦則夫
杉浦 則夫（すぎうら のりお、本名、1942年4月9日 - ）は、愛知県名古屋市出身の緊縛写真家。

## 略歴
18歳まで名古屋で暮らし、デザイン専門学校に進むが得るものなく中退。TV用人形劇の大道具のバイトを経験し、70年代の初めに浅草東洋劇場というストリップ劇場の進行係・照明係などを務める。
当時すでに伝説的な踊り子たちは引退し興行は斜陽だった。その一方でピンク映画がめざましい台頭ぶりを示すころである。
当時のピンク映画は今観ても一時代を築いた影像の美しさを持っている昭和48年頃、故太古八郎から団鬼六を紹介され、鬼プロ制作助手のような仕事につく。
当時の鬼プロは、ピンク映画製作とピンク映画上映館で幕間に1時間程行われるピンク芝居をとりおこなっていた。この興行には都内で劇団が10余ほど参加し、鬼プロも作団鬼六、女優紅まちこ、座長太古八郎で大いに活躍したものだった。
その後、鬼プロは「SMキング」を発刊し、編集者として参加する。主に写真撮影を担当するうちに手習いでカメラも扱えるようになる。SM撮影の現場を3〜4年の経験し、その後カメラマンとして独立する。
当時SM雑誌の主流だった「SMセレクト」「SMファン」などを軸に仕事をし、昭和末期には「SMマニア」「SM秘小説」の巻頭グラビアも担当するようになる。
この頃は、SM雑誌がもっとも勢いをもっていた頃で団鬼六、千草忠夫、美濃村晃、辻村隆などなど大家が、多くの読者を魅了していた。
その後三和出版に活動を移し、SM写真集から各種のマニア雑誌の巻頭カラーを撮影し現在に至る。

## 主な作品
- アリス出版 兄・妹 (1976)
- 三和出版 マニア倶楽部 巻頭グラビア
- 三和出版 おもらし倶楽部
- 杉浦則夫電網雑誌 緊縛写真 (2002〜)
- 杉浦則夫緊縛桟敷 緊縛写真 (2005〜)
- 昭和緊縛史 (2007〜)
- 緊縛映像美集 川上ゆう…しかし本当の快楽は (2008)
- 電子書籍 プライベート緊縛記録 和室編 (2012)

## 写真展
- 杉浦則夫写真展「女、裸、縄 〜感じいるもの〜」（2012）